# Instruments de musique du Ghana
 (décembre 2018).
Si vous disposez d'ouvrages ou d'articles de référence ou si vous connaissez des sites web de qualité traitant du thème abordé ici, merci de compléter l'article en donnant les références utiles à sa vérifiabilité et en les liant à la section « Notes et références ».
Cette page présente la liste des instruments de musique du Ghana.

## Percussions
- aburukuwa
- atoke
- atsimevu
- axatse
- brekete
- caxixi
- djembe
- Akayè ou (sistre)
- gankogui
- gyil (balafon)
- Mbira (piano à pouce)
- Jùjú
- kaganu
- kidi
- kloboto
- kpanlogo
- gome
- prempensua (piano à pouce)
- ntumpane (membranophone sur pied)
- sogo

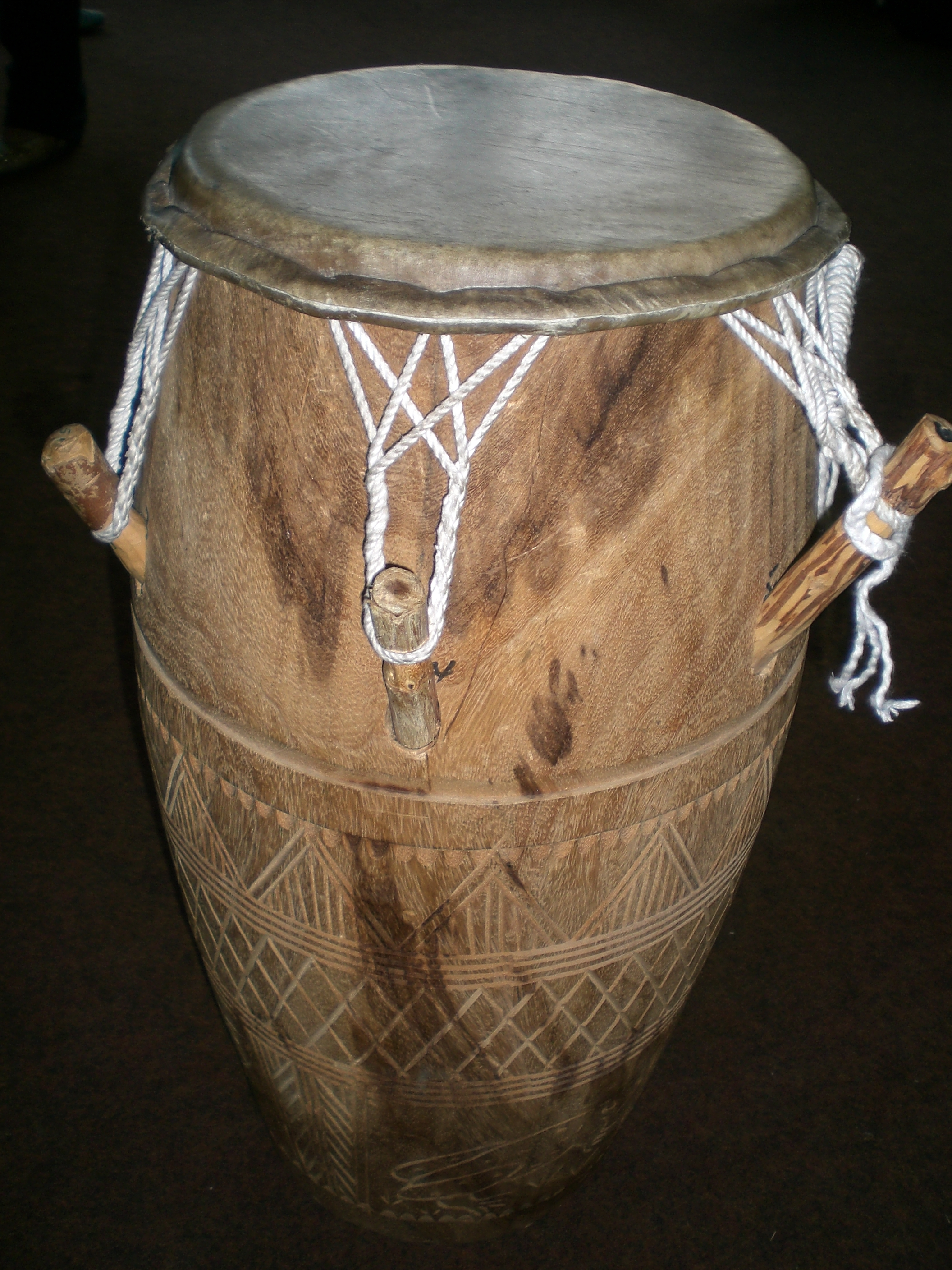
Kpanlogo du Ghana.

- Tama (instrument) (tambour parlant)
- totodzi

## Instruments à vent
- atenteben
- kété (flûte à encoche)

## Instruments à cordes
- goonji/gonjey/goge (violon monocorde)
- koloko (luth)
- rebab (harpe-luth)
- seprewa (harpe)